# بيورن سودربرغ
بيورن سودربرغ (بالسويدية: Björn Söderberg)‏ هو نقابي سويدي، ولد في 1 أبريل 1958 في سبونكا في السويد، وتوفي في 12 أكتوبر 1999 في Sätra ‏ في السويد.